# Ernst-Anton von Krosigk
Ernst-Anton von Krosigk (5 de marzo de 1898 - 16 de marzo de 1945) fue un general alemán en la Wehrmacht durante la II Guerra Mundial que comandó el 16.º Ejército. Fue condecorado con la Cruz de Caballero de la Cruz de Hierro con Hojas de Roble de la Alemania Nazi. Krosigk murió en un ataque aéreo de las fuerzas soviéticas el 16 de marzo de 1945 en la bolsa de Curlandia.

## Condecoraciones
- Cruz de Hierro (1914) 2ª Clase (25 de septiembre de 1916) & 1ª Clase (12 de septiembre de 1918)[1]
- Broche de la Cruz de Hierro (1939) 2ª Clase (20 de mayo de 1940) & 1ª Clase (19 de junio de 1940)[1]
- Cruz Alemana en Oro el 9 de agosto de 1942 como Oberst im Generalstab del I. Armeekorps[2]
- Cruz de Caballero de la Cruz de Hierro con Hojas de Roble
  - Cruz de Caballero el 12 de febrero de 1944 como Generalmajor y comandante de la 1. Infanterie Division[3]
  - 827ª Hojas de Roble el 12 de abril de 1945 (Póstumamente) como General der Infanterie y comandante del XVI. Armeekorps[4]